# Ꚇ̆
Ꚇ̆ (minuskule ꚇ̆), Ꚇ s obloučkem, je již běžně nepoužívané písmeno cyrilice, v minulosti bylo používáno v abcházštině. V poslední variantě abchazské azbuky mu odpovídá písmeno Ҿ.

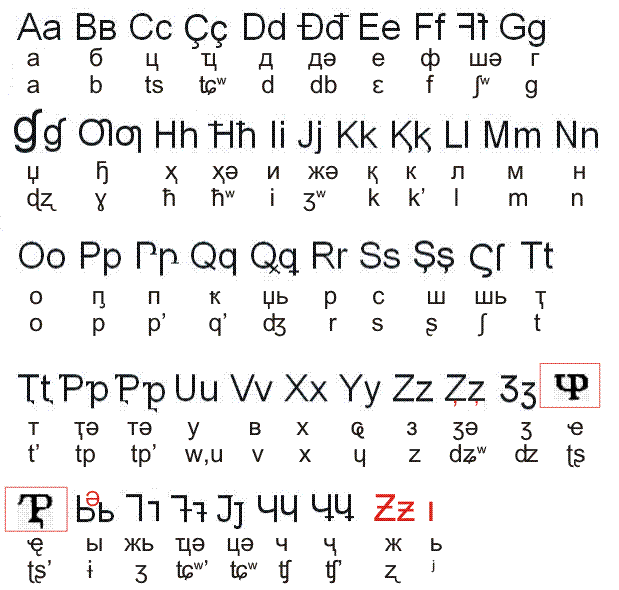
Abeceda N. F. Jakovleva. Písmeno odpovídající písmenu Ꚇ̆ na spodním řádku vlevo v červeném rámečku

Písmeno bylo zavedeno M. R. Zavadským jako tisková varianta psacího písmena Ҽ̆, ovšem v tiskové variantě azbuky navržené komisí pro překlady už bylo nahrazeno písmenem Ҽ̆. V latinské abecedě N. J. Marra písmenu Ꚇ̆ odpovídalo písmeno ṯ̣. V abecedě N. F. Jakovleva písmenu Ꚇ̆ odpovídalo písmeno vzhledově připomínající kombinaci písmen P a T s připojenou nožičkou napravo. V době, kdy byla abcházština zapisována gruzínským písmem, písmenu Ꚇ̆ odpovídala spřežka ჭჾ. Od znovuzavedení zápisu abcházštiny cyrilicí je místo písmena Ꚇ̆ používáno písmeno Ҿ.